# Apeadero Tacuara
Tacuara es una estación ferroviaria ubicada en el departamento Rosario de Lerma, provincia de Salta, Argentina. Se encuentra en ruinas.

## Servicios
Se encuentra actualmente sin operaciones de pasajeros.
Sus vías corresponden al Ramal C14 del Ferrocarril General Belgrano por donde transitan formaciones de carga de la empresa estatal Trenes Argentinos Cargas.

## Toponimia
El nombre representa a una variedad de caña, que luego formó parte del armamento de los criollos gauchos enrolados en la Guerra de la Independencia Argentina. Por lo demás, es el nombre de una Quebrada, de ubicación intermedia entre las Quebradas del Toro y de Lagunillas.